# La Poursuite dans la peau
La Poursuite dans la peau (sous-titre : Objectif Bourne, titre original : The Bourne Objective) est un roman d'Eric Van Lustbader paru en 2010. Il s'agit du huitième volet de Jason Bourne après La Mémoire dans la peau, La Mort dans la peau et La Vengeance dans la peau de Robert Ludlum, La Peur dans la peau, La Trahison dans la peau, Le Danger dans la peau et Le Mensonge dans la peau d'Eric Van Lustbader.

## Résumé
De retour d'Indonésie où il a échappé de peu à la mort, Bourne tente de résoudre une nouvelle énigme, celle d'étranges anneaux aux inscriptions codées. Luttant avec les restes de sa mémoire, traqués par de mystérieux agents, il doit retrouver la vérité et percer à jour une société secrète.
Son rival, Arkadine, a quant à lui une autre pièce du puzzle entre les mains : un ordinateur volé, convoité par la C.I.A.. Dans un jeu de courses-poursuites et d'enquêtes, les fils de l'intrigue se tissent pour former une seule et même toile qui rassemblera les deux agents entraînés par Treadstone.
Bourne et Arkadine n'ont pas suivi le même programme, et désormais la question est de savoir qui est le plus puissant des deux.